# Домброва-Тарновська
Домброва-Тарновська (пол. Dąbrowa Tarnowska) — місто в південній Польщі.
Адміністративний центр Домбровського повіту Малопольського воєводства.
Тут народилася польська волейболістка Агата Мруз-Ольшевська.

## Географія
Містом протікає річка Брень.

### Клімат
| Клімат Домброви-Тарновської | Клімат Домброви-Тарновської | Клімат Домброви-Тарновської | Клімат Домброви-Тарновської | Клімат Домброви-Тарновської | Клімат Домброви-Тарновської | Клімат Домброви-Тарновської | Клімат Домброви-Тарновської | Клімат Домброви-Тарновської | Клімат Домброви-Тарновської | Клімат Домброви-Тарновської | Клімат Домброви-Тарновської | Клімат Домброви-Тарновської | Клімат Домброви-Тарновської |
| Показник                    | Січ.                        | Лют.                        | Бер.                        | Квіт.                       | Трав.                       | Черв.                       | Лип.                        | Серп.                       | Вер.                        | Жовт.                       | Лист.                       | Груд.                       | Рік                         |
| Середній максимум, °C       | −1,1                        | 1,1                         | 6,3                         | 13,2                        | 18,8                        | 21,8                        | 23,2                        | 22,8                        | 18,6                        | 12,9                        | 5,9                         | 1,0                         | 12,0                        |
| Середня температура, °C     | −3,9                        | −2,2                        | 2,0                         | 8,0                         | 13,4                        | 16,5                        | 17,8                        | 17,2                        | 13,2                        | 8,3                         | 2,9                         | −1,4                        | 7,6                         |
| Середній мінімум, °C        | −6,8                        | −5                          | −1,3                        | 3,6                         | 8,5                         | 11,5                        | 12,8                        | 12,5                        | 9,0                         | 4,6                         | 0,4                         | −3,8                        | 3,8                         |
| Днів з опадами              | 6                           | 6                           | 6                           | 6                           | 9                           | 10                          | 10                          | 8                           | 8                           | 6                           | 8                           | 8                           | 91                          |
| --------------------------- | --------------------------- | --------------------------- | --------------------------- | --------------------------- | --------------------------- | --------------------------- | --------------------------- | --------------------------- | --------------------------- | --------------------------- | --------------------------- | --------------------------- | --------------------------- |
| Джерело: www.yr.no          |                             |                             |                             |                             |                             |                             |                             |                             |                             |                             |                             |                             |                             |

## Демографія
Демографічна структура станом на 31 березня 2011 року:
|          | Загалом | Допрацездатний вік | Працездатний вік | Постпрацездатний вік |
| -------- | ------- | ------------------ | ---------------- | -------------------- |
| Чоловіки | 5728    | 1128               | 4093             | 507                  |
| Жінки    | 6060    | 1088               | 3803             | 1169                 |
| Разом    | 11788   | 2216               | 7896             | 1676                 |